# Voices (singel Disturbed)
Voices – drugi singel amerykańskiej, nu metalowej grupy Disturbed.

## Lista utworów

### CD 1
1. "Voices" – 3:11
2. "Stupify" (Live) – 5:26
3. "The Game" (Live) – 3:53

### CD 2
1. "Voices" – 3:11
2. "Down with the Sickness" (Live) – 6:19
3. "Voices" (teledysk) – 3:27

### Płyta winylowa
1. "Voices"
2. "Voices" (Live)